# Hugh Montgomerie (1er comte d'Eglinton)
Pour les articles homonymes, voir Hugh Montgomerie et Montgomerie.
Hugh Montgomerie, 1er comte d'Eglinton (vers 1460 – juin 1545) est un pair écossais.

## Biographie
Hugh est le fils aîné d'Alexandre Montgomerie, 2e Lord Montgomerie et de Catherine, fille de Gilbert Kennedy (1er Lord Kennedy).
Il succède à son père avant le 29 août 1483. Il est investi des territoires d'Ardrossan et autres terres de sa famille le 5 juin 1484. 
Il est également un des membres de la commission du traité de Nottingham le 22 septembre suivant pour régler les troubles dans les Marches.
Il soutient ensuite les nobles en rébellion contre le roi Jacques III à la bataille de Sauchieburn, le 11 juin 1488, qui se solde par la défaite et mort du roi.
L'année suivante, il est choisi par le roi Jacques IV comme conseiller privé, puis nommé connétable du château de Rothesay. Le 4 juillet 1498, il est nommé bailli de Cunningham, puis fait chambellan de la ville d'Irvine. Montgomerie est créé comte d'Elington en janvier 1506. 
Il fait partie à la suite de la bataille de Flodden Field le 9 septembre 1513, où le roi Jacques IV est tué, du conseil de régence du jeune roi Jacques V. Le 28 octobre 1515, il est fait gardien de l'île de Little Cumbrae. Le 2 février 1526 il est promu à la charge de justicier général des régions du Nord du royaume.
Durant l'absence du roi en France en 1536, pour rencontrer sa future épouse, la princesse Madeleine de Valois, il sert au conseil de régence.
Hugh meurt en juin 1545, et son petit-fils Hugh (mort en 1546) hérite de tous ses biens.